# デヴィッド・グリスマン
デヴィッド・グリスマン（David Grisman、1945年3月23日 - ）は、アメリカ合衆国ニュージャージー州ハッケンサック出身のマンドリン奏者。ブルーグラス、ニューグラスのジャンルで演奏をする他、作曲も行う。1990年代初頭にはアコースティックやインストゥルメンタル・ミュージックの普及のために、自らレコードレーベル「Acoustic Disc」を立ち上げた。

## 略歴
グリスマンはニュージャージー州パサイクの保守的なユダヤ教の家庭で育った。グリスマンの父はプロのトロンボーン奏者であり、デヴィッドは7歳の頃からピアノのレッスンを受けさせられていた。1950年代初め、グリスマンはロック・ブームの始まりやポップ・ミュージック、それに彼が耳にした音楽の全てから様々な影響を受けることになる。デヴィッドが10歳の頃に父が他界し、それと共にグリスマンはピアノから遠ざかることになる。アメリカン・フォーク・リバイバルを通じて、キングストン・トリオが人気を博してきた、デヴィッドが13、14歳のころ、再び音楽の道に入ることとなる。
デヴィッドと学校の3人の友人は民俗学者でミュージシャンのラルフ・ラインツァーとニュージャージー州パサイクで出会い、彼の伝統音楽の膨大な知識にデヴィッド達は触発された。この期間、ニューヨークのグリーンウィッチ・ビレッジはフォーク・ミュージシャン達でにぎわっていた。デヴィッドは自分が人生を音楽に委ねたいと願っていることに気が付いた。1963年、グリスマンはEven Dozen Jug Bandに加入しミュージシャンとしての活動を始めた。その年にエレクトラ・レコードでアルバムのレコーディングを行った。
1963年にはレッド・アレンやフランク・ウェイクフィールドとのセッションをFolkways Recordsでレコーディング、その後1966年までレッド・アレン&ケンタッキアンズとの共演はなかった。同1966年、グリスマンは『Early Dawg』のレコーディングを行った。ニューヨークでのライブ・レコーディングは、ギタリストでボーカルのデル・マークリーや、ベースのジェリー・マークリーをフィーチャーしている。このアルバムは、1980年までリリースされなかった。1967年にはトム・パキスタンのアルバム『Morning Again』でマンドセロを演奏している。
1967年には、ピーター・ローワンと共に、アース・オペラ (Earth Opera)と呼ばれるサイケデリック・ロック・バンドを結成。1973年にはOld in the Wayというブルーグラス・バンドを結成。メンバーは、ピーター・ローワン、バッサー・クレメンツ、ジェリー・ガルシア、ジョン・コーアン。このバンドにおいて、ガルシアがグリスマンに「ドーグ (Dawg)」のニックネームをつけた。その由来はというと、スティンサン・ビーチで運転するグリスマンの姿が犬によく似ていたからである。1974年、グリスマン、ローワン、リチャード・グリーン、ビル・キース、クラレンス・ホワイトと共にミュールスキナーに加入。同1974年、グリスマンはThe Great American Music Bandにも在籍。1975年に自らのバンド、デヴィッド・グリスマン・クインテット (David Grisman Quintet、DGQ)を結成。1977年に最初のアルバムをリリース。同1977年にはボニー・レイットのアルバム『愛に乾杯』にてマンドセロも演奏している。

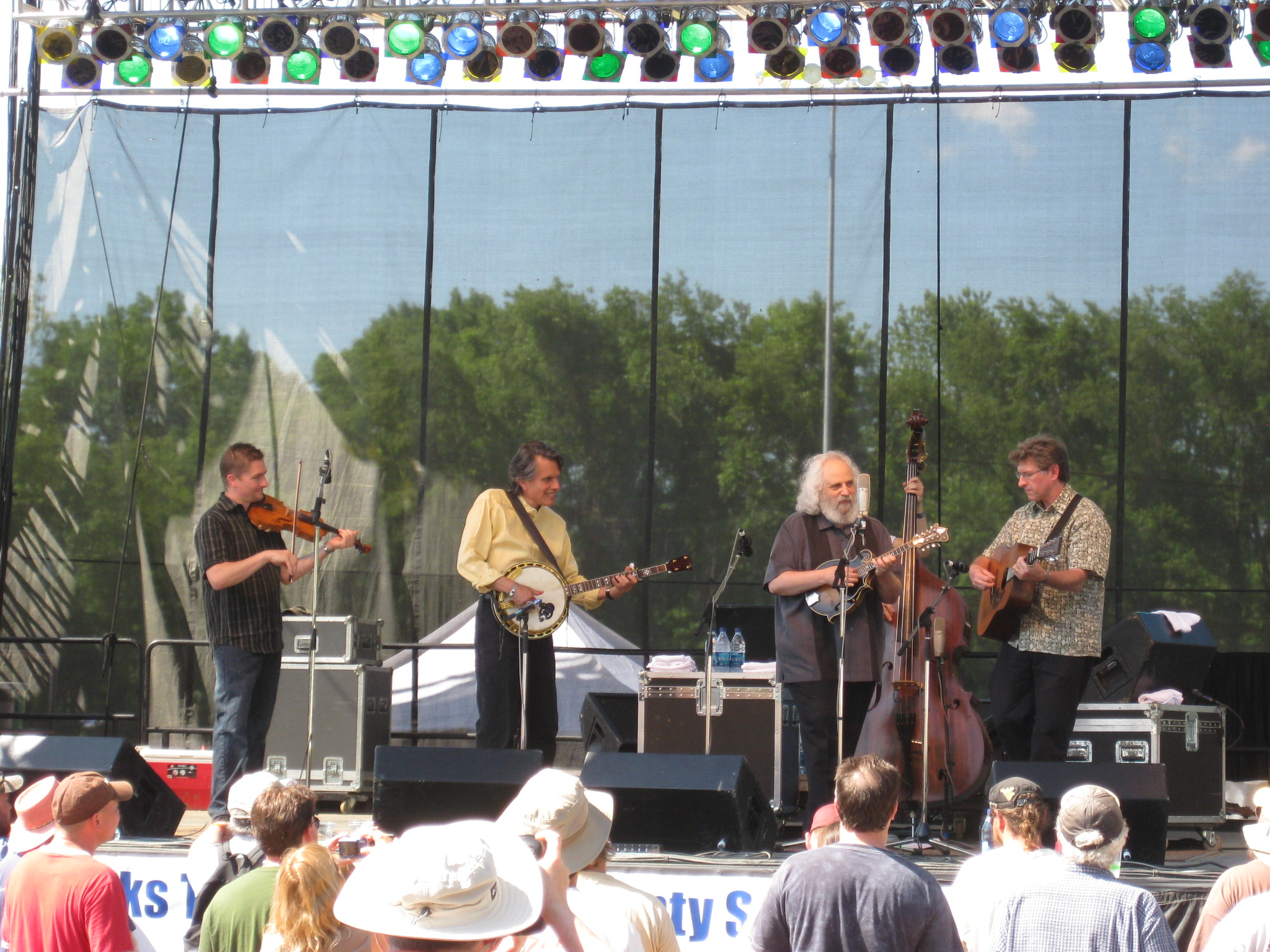
DelFestにおけるDGBXの演奏（2010年5月30日）

クインテットでの演奏に加えて、自身のブルーグラス・バンドであるDGBX (David Grisman Bluegrass Experience)でも演奏をしている。DGBXの他のメンバーは、バンジョーにキース・リトル (Keith Little)、フィドルにチャド・マニング (Chad Manning)、ギターにジム・ヌナリー (Jim Nunally)、アップライトベースにサムソン・グリスマン (Samson Grisman)である。その他、ジョン・セバスチャン (John Sebastian)とのデュオでのツアーやアルバムのレコーディングを行っている。また、トラディショナルやコンテンポラリーなフォークチューンのアルバム『Common Chord』にも参加している。

## 「ドーグ (Dawg)」について
彼のニックネームである「ドーグ (Dawg)」は1973年に彼の盟友であるジェリー・ガルシアによって親しみを込めて名付けられた。2人の出会いは、1964年にペンシルバニア州ウェストグルーブのサンセット・パークで開かれたビル・モンローのライブであった。後に言われるようになる「Dawg Music」とは、グリスマンがブルーグラスとジャズを融合させた音楽のことである。彼のアルバム『ホット・ドーグ』(1978年8月レコーディング、1979年リリース)にもその名が現れている。グリスマンが用いたジャズは、ジャンゴ・ラインハルトやステファン・グラッペリの影響を大きく受けている。ステファン・グレッペリは『ホット・ドーグ』で2曲の演奏に参加し、1981年にはグリスマンと共にライブのレコーディングも行った。「Dawg Music」にはジャズ・フュージョンやジャズ、ブルーグラス、フォーク、オールド・ワールドミュージック、地中海の弦楽演奏などが混合され反映されている。

## メディア
- ドキュメンタリー映画『グレイトフル・ドーグ (Grateful Dawg)』(2001年8月14日公開)が制作された。ジェリー・ガルシアとデヴィッド・グリスマンの深い友情を収めた映画となっている。
- グレイトフル・デッドのアルバム『アメリカン・ビューティー』(1970年)に参加。
- グリスマンは多くのブルーグラス曲を映画『ビッグ・バッド・ママ (Big Bad Mama)』(1974年、ロジャー・コーマン監督)のために書いている。これらの曲はGreat American Music Bandによって演奏され、Bill Wolfによってレコーディングとミックスが行われた。その他、『ビッグ・ボス (Capone)』(1975年)、『レーシング・ブル (Eat My Dust!)』(1976年)、『キング・オブ・ジプシー (King of the Gypsies)』(1978年)といった映画にも楽曲を提供している。
- 2007年5月、デヴィッド・グリスマンはアップロードされた自身の楽曲を保護する義務があるとしてYouTubeを連邦裁判所に提訴。グリスマンの弁護士は、訴訟を自主的に取り下げた。
- グリスマンは第6回、第7回のインディペンデント・ミュージック・アワードにおいて審査員を務めた。
- グリスマンの曲「Dawggy Mountain Breakdown」は、NPRの自動車トーク番組『Car Talk』のオープニングに使われている。

## 家族
グリスマンは現在3番目の妻であるTracy Bigelowと結婚している。グリスマンにはサムソン、ギリアン、モンローの3人の子供たちがいる。
サムソンはベーシストで、ナッシュビルに住んでおり、しばしばデヴィッドと共演する。ギリアンは、映画製作者で、カルフォルニア州ノーバートに在住。Grateful Dawgや、ミュージック・ドキュメンタリー Village Music: Last of the Great Record Storesのディレクターを務めている。
モンローはブルーグラスのパイオニアであるビル・モンローにちなんで名づけられた。彼はフェアファックスに住んでおり、トム・ペティのトリビュート・バンドであるPetty Theftで演奏をしている。

## ディスコグラフィ
グリスマンは自身のバンド(DGQ、Old and the Way)からアルバムをリリースしてきた。また、ジェリー・ガルシア、アンディ・スタットマン、マーティン・テイラー、ジョン・セバスチャン、トニー・ライスといった仲間たちと演奏をしたり、ピーター・ローワンとサイケデリック・バンドであるEarth Operaで演奏をしてきた。また多くのソロレコードや様々なジャンルのアーティストたちとのレコーディングを行ってきた。
Acostic Discは、1990年にグリスマンによって作られたレコードレーベルである。このレーベルはカルフォルニアのサン・ラファエルに拠点をおき、フォーク、ブルーグラス、ニュー・アコースティック・ミュージックを専門とする。